# دورة كوندراتيف

رسم تخطيطي خام يظهر دورات النمو في الاقتصاد العالمي على مر الزمن وفقا لنظرية دورات كوندراتيف.

دورة كوندراتيف أو موجة كوندراتيف (بالإنجليزية: Kondratiev wave)‏ أو أيضا الموجة الطويلة هي دورة اقتصادية طويلة الأجل تتراوح مدتها مابين 40 إلى 60 سنة. يرجع فضل ظهور هذه النظرية للاقتصادي السوفييتي نيكولاي كوندراتييف الذي أثارها سنة 1926 من خلال كتابه المعروف «الدورات الاقتصادية الرئيسية». بصفة عامة تنقسم دورة كوندراتيف إلى مرحلتين مختلفتين؛ مرحلة صاعدة ومرحلة هابطة.

## تاريخ
الاقتصادي السوفياتي نيكولاي كوندراتييف، هو أول من جلب الاهتمام الدولي لهذا النوع من الدورات الاقتصادية الطويلة الأجل، من خلال كتابة «الدورات الاقتصادية الرئيسية» الذي صدر في سنة 1925، بالإضافة إلى أعمال أخرى كتبت خلال نفس العقد.
في سنة 1939، اقترح الاقتصاد الأمريكي جوزيف شومبيتر تسمية هذه الدورات باسم "موجات كوندراتيف" تكريما للاقتصادي نيكولاي كوندراتييف. في وقت سابق كان اثنان من الاقتصاديين الهولنديين، جاكوب "فون جيلدرين" و"ولف سليمان، قد جادلوا في وجود دورات اقتصادية من 50 إلى 60 سنة في عامي 1913 و1924 على التوالي. منذ إنشاء النظرية، سعت العديد من الدراسات المختلفة إلى توقع الدورات المحتملة، ومدتها وفقا للبيانات المتوفرة.
بحلول سنة 1964، أعاد الباحث الماركسي البلجيكي أرنست ماندل إحياء اهتمام نظرية الموجة الطويلة من خلال مقالته التي توقعت نهاية الطفرة الطويلة (الطفرة الاقتصادية في فترة ما بعد الحرب) بعد خمس سنوات، بالإضافة لذلك فقد تمت الإشارة لها في محاضرات ألفرد مارشال في سنة 1979 الذي يعتبر واحد من بين أهم مؤسسي علم الاقتصاد الحديث. في سنة 1990، نشر ويليام طومسون من جامعة إنديانا كتبا وأوراق مؤثرة توثق لثمانية عشر موجة كوندراتيف يعود تاريخها إلى 930 م في مقاطعة سونغ الصينية. يكتب مايكل سنايدر عن النظرية قائلا: «تجدر الإشارة إلى أن نظريات دورة الاقتصاد سمحت لبعض المحللين بالتنبؤ بدقة بتوقيت الركود، قمم سوق الأسهم وتعطله خلال العقدين الماضيين».
المؤرخ إريك هوبسباوم يكتب هو الآخر حول هذه النظرية قائلا: إن هذه التنبؤات الجيدة كانت ممكنة بفضل موجات كوندراتيف الطويلة -وهذا ليس شائعا في الاقتصاد - وقد تمكن من اقناع العديد من المؤرخين وحتى بعض الاقتصاديين أن هناك شيء فيها، حتى لو كنا لا نعرف ماهيته.

## خصائص الدورة
تنقسم الدورة الاقتصاديه الرئيسية وفقا لنظرية موجات الكوندراتيف إلى ثلاثة مراحل متعاقبة، تتمثل في
- 1. مرحلة «التوسع» التي يحدث بها النمو والتضخم؛ حيث تكون فيها أسواق المال جيدة وبأداء ممتاز بتطور وتحسن في الاقتصاد العام. معدل هسذه المرحلة هو حوالي 20 سنة.
- 2. مرحلة «الركود»، تؤشر هذه الحبة لبداية التضخم والكساد ويكون اتجاه أسواق المال في هذا الفصل صاعد ويفترض وجود قمة في نسب الفائدة لتصبح شرارة التضخم القادم في فصل الخريف والصعود الحاد في أسواق المال. تأتي بعدها مرحلة «الهضبة»، التي هي نهاية الصعود والازدهار وبداية الهبوط والانخفاض. تستمر هذه المرحلة في المعدل حوالي 10 سنوات.
- 3 مرحلة «الكساد»، وهي فترة عصيبة تمر بها الدول بعد الصعود الحاد خلال الطفرة التي مر بها الاقتصاد وأسواق المال، يمكن تسمية هذه الفترة كذلك باسم فترة التطهير بعد الافلاسات والانهيار. في المعدل يمكن ان تستمر هذه المرحلة حوالي 20 سنة، يمكن اعتبار أيضا كأطول مرحلة في دورة كوندراتيف.

وهكذ يعود الاقتصاد من جديد لتوسع والازدهار مباشرة بعد انصرام مرحلة الكساد، ليدخل دورة اقتصادية أخرى.
وفقا لكوندراتيف، فإن المرحلة التصاعدية للاقتصاد، تصاحبها زيادة تدريجية في استثمارات الشركات لمواجهة المنافسة، الشئ الذي يؤدي إلى ارتفاع الأسعار، بالموازات مع ذلك يؤدي تزايد الطلب على المال إلى رفع من معدلات الفائدة. نتيجة لذلك، يتراجع النشاط الاقتصادي وتنخفض الأسعار، بسبب فائض العرض وانخفاض الطلب، فضلا عن أسعار الفائدة وانخفاض الإستهلاك والإستثمار. الشئ الذي يؤدي بشكل مباشر إلى انخفاض الطلب على النقود، مايسمح بتطهير النظام المالي وتمهيد الطريق لمرحلة جديدة من النمو.
خلال سنوات العشرينيات، اقترح كوندراتيف تطبيق هذه النظرية على القرن التاسع عشر:
- 1790-1849 مع نقطة تحول في سنة 1815.
- 1850-1896 مع نقطة تحول في سنة 1873.
- كما يفترض كوندراتيف أن دورة جديدة قد بدأت.في سنة 1896.

يزعم أن لهذه الدورة الطويلة تأثير على جميع قطاعات الاقتصاد. ركز كوندراتيف في نظريته على الأسعار وأسعار الفائدة، وكذا رؤية المرحلة الصاعدة التي تتميز بارتفاع الأسعار وانخفاض أسعار الفائدة، في حين تتكون المرحلة الأخرى من انخفاض في الأسعار وارتفاع أسعار الفائدة. فيما ركز في التحليل اللاحق على الإنتاج.

## التعديلات الحديثة لنظرية كوندراتييف
يبدو أن عدم المساواة هو المحرك الأكثر وضوحًا لموجات كوندراتييف، ومع ذلك فقد قدمت بعض الأبحاث تفسيرًا تكنولوجيًا ودوريًا للدورة الائتمانية أيضًا.هناك العديد من إصدارات التوقيت الحديثة للدورة على الرغم من أن معظمها يعتمد على أحد سببين: أحدهما على التكنولوجيا والآخر في دورة الائتمان credit cycle.
بالإضافة إلى ذلك، هناك العديد من إصدارات الدورات التقنية، ويتم تفسيرها بشكل أفضل باستخدام منحنيات الانتشار للصناعات الرائدة. مثلا، بدأت السكك الحديدية في ثلاثينيات القرن التاسع عشر فقط، مع نمو مطرد للسنوات ال 45 المقبلة. كان ذلك بعد إدخال حديد بيسمير Bessemer steel، أن خطوط السكك الحديدية لديها أعلى معدلات نمو. ومع ذلك، هذه الفترة تسمى عادة «عصر الصلب» "age of steel". كانت الصناعة الرائدة في الولايات المتحدة من عام 1880 حتى عام 1920 مقيسة بالقيمة المضافة، وكانت الآلات، يليها الحديد والصلب.
يمكن تسمية الدورات التكنولوجية التي حدثت حديثا على النحو التالي:
- الثورة الصناعية - 1771
- عصر البخار والسكك الحديدية - 1829
- عصر الصلب والهندسة الثقيلة - 1875
- عصر النفط والكهرباء والسيارات والإنتاج الضخم - 1908
- عصر المعلومات والاتصالات السلكية واللاسلكية - 1971

إن أي تأثير للتكنولوجيا خلال الدورة التي بدأت في الثورة الصناعية تتعلق بشكل رئيسي بإنجلترا. كانت الولايات المتحدة منتجًا للسلع، وكانت أكثر تأثرًا بأسعار السلع الزراعية. كانت هناك دورة أسعار سلعية تعتمد على زيادة الاستهلاك مما تسبب في نقص الإمدادات وارتفاع الأسعار. سمح ذلك ببيع أرض جديدة إلى الغرب، وبعد أربعة أو خمسة أعوام ليتم تطهيرها وإنتاجها، مما أدى إلى انخفاض الأسعار وتسبب في حدوث كساد، كما حدث في عامي 1819 و 1839. بحلول عام 1850، أصبحت الولايات المتحدة دولة صناعية.

## انتقادات للدورات الطويلة

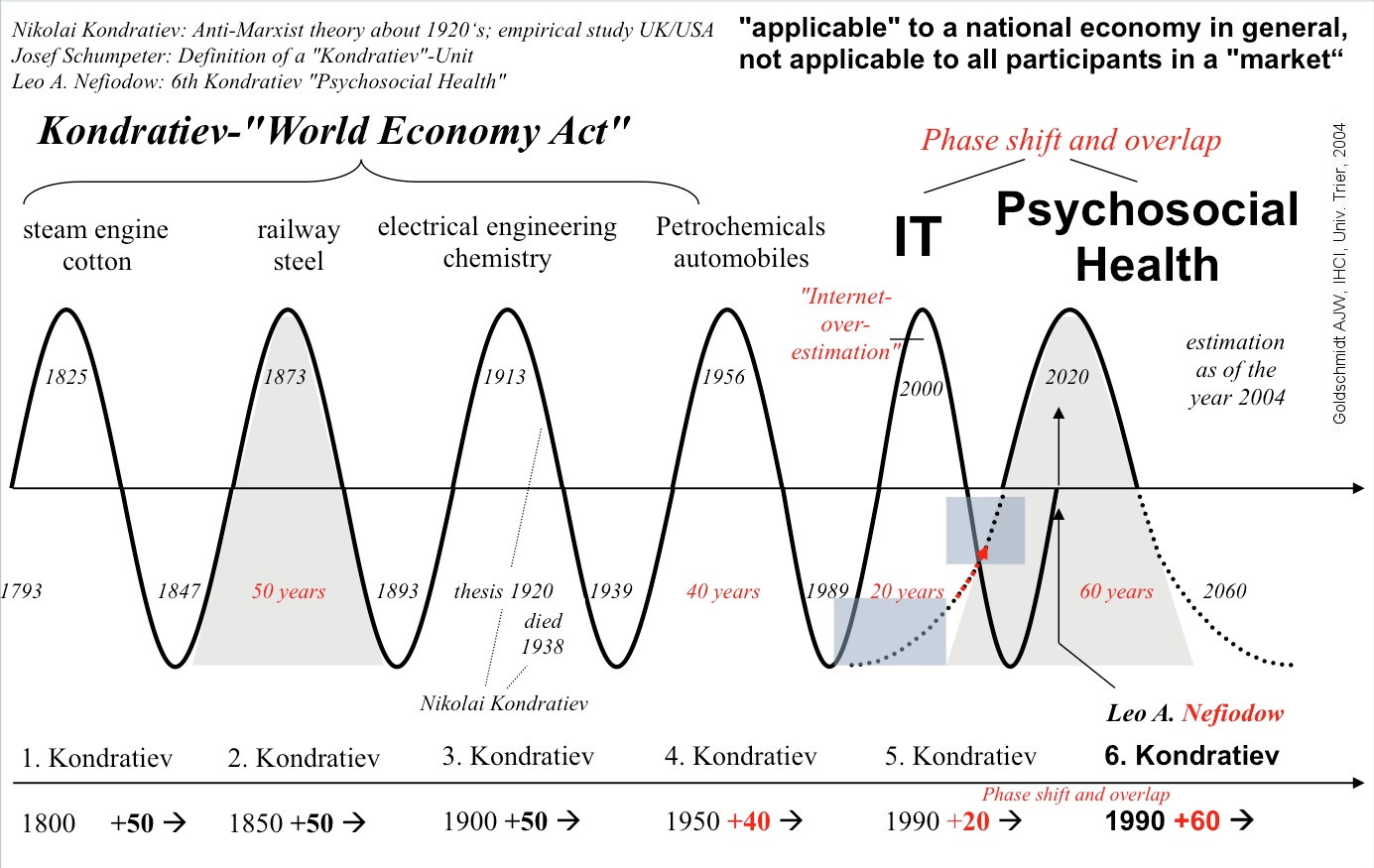
Kondratiev waves associated with gains in IT and health with phase shift and overlap, Andreas J. W. Goldschmidt, 2004

نظرية الموجات الطويلة غير مقبولة من قبل العديد من الاقتصاديين الأكاديميين. ومن المهم بالنسبة للاقتصاد القائم على الابتكار والتنمية والاقتصاد التطوري evolutionary economics. حتى الآن من بين الاقتصاديين الذين قبلوا ذلك، لم يكن هناك اتفاق عالمي رسمي حول المعايير التي ينبغي استخدامها عالميا لوضع البداية ونهاية السنوات لكل موجة. يمكن أن تكون اتفاقية بداية ونهاية السنوات (من 1 إلى 3 سنوات) لكل دورة من 40 إلى 65 سنة.
فقد بحث عالم الاقتصاد والاقتصاديات الحيوية (biostatistician) أندرياس ج جولدشميت، عن أنماط واقترح أن هناك تحولًا طوريًا وتداخلاً في ما يسمى بدورات كوندراتييف لتقنية المعلومات والصحة (كما هو موضح في الشكل باللغة الإنجليزية). وقال إن مراحل النمو التاريخية بالاشتراك مع التقنيات الرئيسية لا تعني بالضرورة وجود دورات منتظمة بشكل عام. يرى Golds chmidt أن الابتكارات الأساسية المختلفة ومحفزاتها الاقتصادية لا تستثني بعضها البعض، ولكنها تختلف في الغالب في الطول، ولا تنطبق فائدتها على جميع المشاركين في «السوق».